# Stina Ehrensvärd
Stina Margareta Ehrensvärd, född Grip 11 juli 1967 i Seattle, Washington, är en amerikansk-svensk grevinna och entreprenör som driver säkerhetsföretaget Yubico i Silicon Valley i Kalifornien.

## Biografi
Ehrensvärd är född i Seattle, USA, till följd av hennes mors arkitekturstudier. Hennes föräldrar är båda arkitekter, och efter ett år i Seattle flyttade familjen hem till Lund där hon växte upp med sina tre syskon. Själv kom Ehrensvärd att studera vid Konstfack i Stockholm för att bli industridesigner.
Ehrensvärd startade 2007 företaget Yubico och gick med i KTH-inkubatorn Sting tillsammans med maken Jakob Ehrensvärd. Idén var att genom en usb-sticka autentisera användarinlogging på ett sätt som höjer säkerheten. Med tidiga investeringar från ängelinvesterare och Vinnova lyckades företaget drivas vidare, och 2010 fick företaget ett genombrott när Google beställde usb-stickor. Året därpå startades ett officiellt samarbete med Google. Fokus var säkerhetsstandarden Fido U2F, som kan liknas vid e-legitimation, såsom den svenska tjänsten Mobilt BankID. Enligt uppgift användes Yubikeys datanycklar av Obamas kampanjadministration under presidentkampanjen år 2012. Stina fick The KTH Great Prize 2016.
2023 lämnade Ehrensvärd vd-rollen i bolaget och har nu en fri roll som chefsevangelist. Hon skriver på en bok som hon hoppas ska bli en tv-serie.

## Familj
Stina Ehrensvärd gifte sig den 11 juli 1994 med greve Jakob Ehrensvärd (född 1966). De har två söner och en dotter. I och med giftermålet tillhör hon den grevliga ätten Ehrensvärd nr 113.

## Utmärkelser
- EY Entrepreneur Of The Year (2018)[13]
- Näringslivets mäktigaste kvinna av Veckans Affärer[14]
- Ehrensvärd mottog KTH:s stora pris år 2016.[7]
- H.M. Konungens medalj i 8:e storleken med Serafimerordens band, med motiveringen ”För betydelsefulla insatser inom näringslivet”, 6 juni 2023.[15]